# Anarchie (album)
Pour les articles homonymes, voir Anarchie (homonymie).
Albums de SCH
A7
(2015) Deo Favente
(2017)
Singles
1. Anarchie
Sortie : 4 mai 2016
2. Je la connais
Sortie : 3 juin 2016
3. Dix-neuf
Sortie : 23 juin 2016
4. Cartine cartier
Sortie : 5 août 2016
5. Allô maman
Sortie : 14 septembre 2016

Anarchie est le premier album studio du rappeur français SCH, sorti le 27 mai 2016 sous les labels Braabus Music, Def Jam France et Universal.

## Histoire
L'album devient disque de platine trois mois après sa sortie. L'album est officiellement certifié double disque de platine en septembre 2020 soit quatre ans et quatre mois après sa sortie. En juin 2025, l'album est certifié triple disque de platine avec plus de 300 000 ventes, soit neuf ans aprés sa sortie.
En 2023, le titre Je la connais revient sur le devant de la scène, sept ans après sa sortie. Ce regain d'intérêt est liée à une tendance est née sur le réseau social TikTok, d'une part autour du refrain et ses "Oh, oh, oh, oh, oh oh, oh, oh", mais aussi avec la phrase "J'm'emballe, mais j'en ai rien à foutre.". Le morceau fait ainsi son retour dans le Top Singles du SNEP à la 196e place durant la semaine du 17 février 2023 puis atteint la 97e place trois semaines plus tard. Mi-juin 2023, c'est en 39e position qu'il se place.

## Liste des titres
| No  | Titre                                     | Producteur(s)                                      | Durée |
| --- | ----------------------------------------- | -------------------------------------------------- | ----- |
| 1.  | Anarchie                                  | Aurélien Mazin, Kore & Nasser Moundir              | 5:48  |
| 2.  | Trop énorme                               | Aurélien Mazin, Kore & Nasser Moundir              | 3:33  |
| 3.  | Je la connais                             | Kore                                               | 3:39  |
| 4.  | Cartine Cartier (featuring Sfera Ebbasta) | Charlie Charles & Kore                             | 3:29  |
| 5.  | Le Doc                                    | Aurélien Mazin, Kore & Nasser Moundir              | 4:38  |
| 6.  | Neuer                                     | Aurélien Mazin, Kore & Nasser Moundir              | 3:30  |
| 7.  | Alleluia                                  | Aurélien Mazin, Kore & Tshek                       | 3:59  |
| 8.  | Allô maman                                | Aurélien Mazin, Double X & Kore                    | 3:24  |
| 9.  | Quand on était mômes                      | Aurélien Mazin, Kore, Mr. Punisher & Ozhora Miyagi | 5:22  |
| 10. | Dix-neuf                                  | Aurélien Mazin, Kore & Myd                         | 3:36  |
| 11. | Himalaya                                  | DJ Bellek                                          | 4:38  |
| 12. | Essuie tes larmes                         | Aurélien Mazin, Kore & Tshek                       | 2:46  |
| 13. | Murcielago                                | Aurélien Mazin & Kore                              | 3:33  |

## Clips vidéo
- 4 mai 2016 : Anarchie
- 3 juin 2016 : Je la connais
- 23 juin 2016 : Dix-Neuf
- 5 août 2016 : Cartine Cartier (feat. Sfera Ebbasta)
- 14 septembre 2016 : Allô maman

## Titres certifiés en France
- Anarchie  Platine[7]
- Je la connais  Diamant[8]
- Cartine Cartier (feat. Sfera Ebbasta)  Or[9]
- Allo maman  Diamant[10]
- Dix-neuf  Or[11]
- Himalaya  Or[12]

## Classements et certifications

### Classement par pays
| Classements (2016)           | Meilleure position |
| ---------------------------- | ------------------ |
| Belgique (Wallonie Ultratop) | 2                  |
| Belgique (Flandre Ultratop)  | 88                 |
| France (SNEP)                | 2                  |
| Suisse (Schweizer Hitparade) | 8                  |

### Classement annuel
| Classement (2016) | Position |
| ----------------- | -------- |
| France (SNEP)     | 36       |

### Certifications et ventes
| Pays          | Certification | Ventes  |
| ------------- | ------------- | ------- |
| France (SNEP) | 3 × Platine   | 300 000 |